# Списак основних школа у Севернобачком округу
Списак државних основних школа у Севернобачком управном округу односно Граду Суботици и општинама Бачка Топола и Мали Иђош.

## Град Суботица
| Основна школа                           | Адреса                             | Година оснивања | Ранији називи                                                                            |
| --------------------------------------- | ---------------------------------- | --------------- | ---------------------------------------------------------------------------------------- |
| ОШ „10. октобар”                        |                                    |                 |                                                                                          |
| ОШ „Боса Милићевић”                     | Нови Жедник                        |                 |                                                                                          |
| ОШ „Владимир Назор”                     | Ђурђин                             |                 |                                                                                          |
| ОШ „Вук Kараџић”                        | Трг Маршала Тита бб, Бајмок        |                 |                                                                                          |
| ОШ „Ђуро Салај”                         | Петефи Шандора 1                   |                 |                                                                                          |
| Основна и средња школа „Жарко Зрењанин” |                                    |                 |                                                                                          |
| ОШ „Иван Горан Ковачић”                 |                                    |                 |                                                                                          |
| ОШ „Иван Милутиновић”                   | Београдски пут 5                   |                 |                                                                                          |
| ОШ Јован Јовановић Змај                 | Трг Јакаба и Комора 2              | 1950.           |                                                                                          |
| ОШ „Јован Микић”                        |                                    |                 |                                                                                          |
| ОШ Кизур Иштван                         | Ивана Зајца бб                     | 1959.           |                                                                                          |
| ОШ Мајшански пут                        | Мајшански пут 8                    | 1908.           |                                                                                          |
| ОШ Матија Губец                         | Марка Орешковића 12, Доњи Таванкут | 1963.           |                                                                                          |
| ОШ Матко Вуковић                        | Руђера Бошковића бб                | 1892.           |                                                                                          |
| ОШ „Мирослав Антић”                     | Трогирска 2, Палић                 |                 |                                                                                          |
| ОШ „Петефи Шандор”                      | Хајдуково                          |                 |                                                                                          |
| ОШ „Пионир”                             | Стари Жедник                       |                 |                                                                                          |
| ОШ „Сечењи Иштван”                      | Карађорђев пут 9                   |                 | Школа у VI кварту ОШ „Престолонаследник Петар” ОШ „Светозар Милетић” ОШ „Иво Лола Рибар” |
| ОШ Свети Сава                           | Аксентија Мародића бб              | 1961.           |                                                                                          |
| ОШ „Соња Маринковић”                    |                                    |                 |                                                                                          |
| ОШ Хуњади Јанош                         | Трг слободе бб, Чантавир           | 1785.           |                                                                                          |

## Општина Бачка Топола
| Основна школа         | Адреса                           | Година оснивања | Ранији назив |
| --------------------- | -------------------------------- | --------------- | ------------ |
| ОШ „Чаки Лајош”       | Светосавска бб                   |                 |              |
| ОШ „Моша Пијаде”      | Школска бб, Пачир                |                 |              |
| ОШ „Никола Тесла”     | Фрушкогорска бб                  |                 |              |
| ОШ „Стари Ковач Ђула” | Танчић Михаља бб, Стара Моравица |                 |              |

## Општина Мали Иђош
| Основна школа    | Адреса                    | Година оснивања | Ранији назив |
| ---------------- | ------------------------- | --------------- | ------------ |
| ОШ „Ади Ендре”   | Главна 2                  |                 |              |
| ОШ „Вук Караџић” | Ђура Стругара 3, Ловћенац |                 |              |